# West Midlands (Regional) League
Die West Midlands (Regional) League ist eine regionale englische Fußball-Spielklasse für das Gebiet der Counties West Midlands, Shropshire, Herefordshire, Worcestershire und South Staffordshire. Die Spielklasse wurde 1889 unter dem Namen Birmingham & District League gegründet, 1962 wurde der bis heute gültige Name angenommen.

## Spielklassenstruktur
Die West Midlands (Regional) League organisiert derzeit den Spielbetrieb von drei Spielklassen. Dabei handelt es sich um die auf der zehnten Ebene des Fußball-Ligasystem in England angesiedelte Premier Division sowie die hierarchisch darunter angesiedelte Division One und Division Two. Der Meister der Premier Division besitzt das Recht zum Aufstieg in die Midland Football League, während die schlecht platziertesten Mannschaften der Division Two in den Spielbetrieb lokaler Fußballligen absteigen müssen.

## Weitere Wettbewerbe
Neben dem Ligaspielbetrieb werden drei Pokalwettbewerbe ausgetragen, der Premier Division League Cup sowie der Division One League Cup und der Division Two League Cup.